# 上海太瑶自動化科技有限公司
上海太瑶自動化科技有限公司は、上海で自動機の設計製作、精密プレス金型/精密成形金型の設計製作、精密プレス部品/精密成形部品の量産を行うファブレスメーカーである。2012年に、親会社である株式会社タイヨーアクリスの100％子会社として上海に設立された。自動化設備や精密金型がメインであるが、大手メーカーのロボットを用いたロボットシステムの提案や、精密プレス部品/精密成形部品の量産も行う。製品の設計/販売のみを行っており、中国国内の協力企業へ製造を委託している。

## 沿革
- 2012年07月　上海に中国販売現地法人　「上海太瑶自動化科技有限公司」を設立。
- 2012年08月　「蘇州日邦自動化科技有限公司」と技術提携を行い、自動機・専用機の制作を開始する。
- 2012年08月　「昆山興凱勝精密模具有限公司」と技術提携を行い、金型の設計制作を開始する。
- 2013年01月　業務の効率化を図るため、上海事務所を、長寧路1027号上海多媒体産業園37楼へ移転。
- 2014年08月　「上海兆尼电子设备有限公司」と技術提携を行い、自動機の増産体制に対応する。
- 2016年11月　苏州科瑞特奥精工科技有限公司と技術提携を行い、自動機の増産体制に対応する。
- 2016年11月　製造業向けIoTシステム「Production Viewer」の開発を開始する。
- 2017年03月　業務の効率化を図るため、上海事務所を、中山西路1065号 SOHO中山广场B座1908A へ移転。
- 2017年09月　製造業向けIoTシステム「Production Viewer」の販売を開始する。

## 主な製品

### 自動機
- 画像検査装置
- レーザーマーカー
- コネクター組立機
- 端子台組立機
- 接点カシメ機
- エアーリークテスト機
- 液晶ガラス搬送装置

### 金型
- 精密順送プレス金型
- 異種材料複合カシメ金型
- 精密冷間鍛造金型
- リベット接点カシメ金型
- 精密射出成形金型
- インサート成形金型

### IoTシステム
- Production Viewer